# آئورت سیفلیسی
آئورت سیفلیسی (انگلیسی: Syphilitic aortitis) التهاب آئورت‌های مرتبط با سیفلیس است و التهاب در بافت همبند پوششی رگ‌های خونی آغاز می‌گردد.
آئورتیت سیفلیسی می‌تواند منجر به آنوریسم شود. آئورتیت سیفلیسی علامت‌دار در ۱۰٪ افراد درمان‌نشده دیده می‌شود. تخریب دیواره آئورت باعث آنوریسم می‌شود که خود آنوریسم می‌تواند سبب نارسایی آئورت و نارسایی قلبی شده یا بر ارگان‌های مجاور فشار بیاورد. آئورتیت سیفلیسی به خوبی با آنتی‌بیوتیک‌ها درمان می‌شود، اما گاه عمل جراحی برای آنوریسم نیاز است.